# Lyngør fyr
Lyngør fyr er et fyr på en lille ø ud for Tvedestrand i Agder fylke i Norge, i nærheden af Lyngør. Fyrbygningen er bygget i beton, med et fyrtårn ved gavlen.
Fyret har 3. orden linseapparat med en lysvidde på 12,0 nautiske mil. Fyret kom i drift i 1879, samtidig med Homborsund fyr, og blev automatiseret og affolket i 2004. Tågehornet, der var et kompressorhorn, er bevaret, men tryktankene er fjernet, så signalet bliver ikke længere brugt.
Fyret er et tidlig eksempel på betonbygning i Norge, og flere af de oprindelige installationer er bevaret. Som en del af landskabet og bygningerne på Lyngør er fyret fredet efter lov om kulturminner.

## Klima
Lyngør fyr har et moderat kystklima med relativ begrænset nedbør, milde vintre, varme somre og lille forskel mellem dag- og nattetemperaturen i sommerhalvåret. met.no har drevet meteorologiske målinger på Lyngør fyr siden 1920. Målestationen blev automatiseret i 2004. Normalværdier for perioden 1961−1990 ses i tabellen nedenfor.
| Normaler for Lyngør fyr (4 moh.) | Jan  | Feb  | Mar | Apr | Mai  | Jun  | Jul  | Aug  | Sep  | Okt | Nov | Des | År  |
| -------------------------------- | ---- | ---- | --- | --- | ---- | ---- | ---- | ---- | ---- | --- | --- | --- | --- |
| Temperaturnormal (°C)            | −0,8 | −1,2 | 1,2 | 4,8 | 10,1 | 14,5 | 16,2 | 15,8 | 12,6 | 9,0 | 4,3 | 1,2 | 7,3 |
| Nedbør (mm)                      | 73   | 45   | 57  | 43  | 64   | 50   | 71   | 91   | 94   | 118 | 97  | 66  | 869 |